# Psycho-Pass
Psycho-Pass (яп. サイコパス, Saiko Pasu) — японський аніме-серіал, спродюсований Production I.G. Серії транслювалися на Fuji TV з жовтня 2012 року до березня 2013 року. Історія розгортається в антиутопічному світі, де пристрій «домінатор» може сканувати психо-паспорти кожного громадянина, щоб миттєво виміряти їх психічний стан, особистість та ймовірність того, що дана особа скоїть злочин. Його використовують Акане Цунеморі, Шінья Когамі, та інші члени Бюро карного розшуку та громадської безпеки.
У Північній Америці серіал було ліцензовано компанією Funimation. Було видано кілька манґ і романів, зокрема адаптації та приквели до оригінальної історії. Епізодичну відеогру-адаптацію під назвою Chimi Chara Psycho-Pass розробили співробітники Nitroplus у співпраці з Production I.G. У 2014 році також було опубліковано нові романи та ще одну манґу.
Другий сезон виходив з жовтня по грудень 2014 року, а повнометражний фільм під назвою Psycho-Pass: The Movie вийшов у січні 2015 року. У 2019 році між січнем і березнем відбулася прем’єра Psycho-Pass: Sinners of the System. Третій сезон транслювався з жовтня по грудень 2019 року, а сиквел-фільм Psycho-Pass 3: First Inspector вийшов у березні 2020 року. Новий аніме-фільм під назвою Psycho-Pass Providence вийшов у травні 2023 року.
Усі ці історії розгортаються в авторитарній антиутопії майбутнього, де всюдисущі публічні сенсори безперервно сканують психічний стан кожного громадянина, щоб визначити його схильність до злочинів.
Psycho-Pass зацікавив Production I.G. через попередні досягнення Осії Мамору. Натхненням для створення серіалу стали декілька екшн-стрічок.
Критика сприйняла серіал більшою мірою позитивно, хвалячи алгоритм подій в серіалі. Також похвалу отримав антагоніст Макісіма Сьоґо та його філософія. Однак, деякі моменти були розкритиковані через жорстокість або «дорослість» картинки.

## Сюжет

### Основа
Події Psycho-Pass відбуваються в 2113 році. Система Сивілла активно аналізує психічний стан, особистість та схильність особи до скоєння злочину, використовуючи сканери мозку. Результати заносяться в психо-паспорт. Коли в особи перевищується понад міру коефіцієнт злочину, вона або переслідується, або затримується, або її вбивають в разі потреби.

### Історія
Сюжет фокусується на Акане Цунеморі, новому інспекторові Команди 1, що є поліційним підрозділом Бюро карного розшуку та громадської безпеки. Цунеморі полює на злочинців разом зі спеціальною групою так званих латентних злочинців, названих «виконавцями». Інспектори та виконавці використовують великі пістолети, названі «домінаторами» — спеціальну зброю, призначену стріляти тільки в тих, в кого перевищений коефіцієнт злочину. Акане стріляє в виконавця Шінья Когамі в їх першій місії, захищаючи латентного злочинця. Когамі дякує їй за те, що вона не дала йому стати вбивцею, та переконує її не іти з роботи. Під час подальших місій група дізнається про існування Сьогу Макішіма, який надихав та був відповідальний за декілька злочинів. Бувши кримінально асимптомним, психіка Макішіми знижує коефіцієнт злочину, роблячи його непіддатливим до дії домінатора.
Інспектори та виконавці розпочинають полювання на Макішіму, який прагне зруйнувати систему Сивілла. Для цього він створює заворушення в місті, шоб залучити поліцію з охорони здоров'я, яка базується в башті Нони, де базується Сивілла. Акане і Когамі зупиняють Макішіму на верху башти, тим часом виконавець Сюсей Кагарі, який є таємним союзником Макішіми, іде розвідувати секрет Сивілли вниз башти, де його вбиває директор Бюро Касей Дзьосю. Касей відводить зловленого Макішіму в свій кабінет, де розказує про те, що система Сивілла заснована на асимптомних особах та хоче, щоб він приєднався до системи. Макішіма втікає, внаслідок чого починається полювання на нього. Розуміючи втечу Макішіми, Когамі покидає команду, щоб вбити його. Акане пізніше безпосередньо зв'язується з системою Сивілла, яка їй приказує захопити Макішіму живим. Вона погоджується зробити це, якщо з Когамі знімуть всі звинувачення. Дізнавшись про плани Макішіми здійснити акт біотероризму для послаблення економіки Японії та падіння системи, Відділ кримінальних розслідувань починає розшук Макішіми та Когамі. Однак, попри зусилля Акане, Когамі вбиває Макішіму та вибирає його шлях бірця з системою.

## Створення
Серії були відрежисовані Наойоші Шіотані, сценарій Гена Уробуті, а дизайном персонажів був за Акіра Амано. Ролі озвучували Кана Ханадзава як Акане Цунеморі, Томоказу Секі як Шінья Когамі та Такахіро Сакурай як Сьогу Макішіма. Psycho-Pass був зацікавлений Production I.G. після успіху творів Осії Мамору Ghost in the Shell; компанія найняла Кацуюкі Мотохіро — як головного режисера серіалу та ветерана анімації Наойоші Шіотані на графічну частину.
Мотохіро хотів повернутися до створення аніме, але для цього йому треба був харизматичний сценарист. Мотохіро та його колги були здивовані від Гена Уробуті, який написав сценарій до Puella Magi Madoka Magica. Motohiro був під враженням від Madoka Magica; він читав також інші його роботи, що переконало його поговорити з Уробуті. На початку 2011 року Мотохіро запропонував Уробуті працювати разом. Перед початком створення серій, Мотохіро сказав Шіотані не робити нічого, що не зробить екшн-фільм.
Перед початком роботи над Psycho-Pass, Шіотані працював над фільмом Blood-C: The Last Dark. Як тільки він її завершив, він відразу почав працювати над серіалом. Після 16 серії, яка виявилась найскладнішою та найпопулярнішою, він та його команда втомились. Наступні 2 епізоди робила інша команда, що відзначилося на проблемі з анімацією. Шіотані вибачився за погіршення якості серіалу та продовжив роботу над ним після 19 серії аж до самого кінця; він також вирішив переробити 17 та 18 епізод для роздрібної продажі.
В березні 2013 року Шіотані заявив, що може не бути другого сезону. якщо не буде достатньої підтримки. Після початку створення другого сезону Шіотані заявив, що нові епізоди складніші, ніж в першому сезоні. Протягом сезону Тоу Убуката замінив Уробуті як головного сценариста.

### Дизайн
Почувши коментар Ацуко Ішізуки, режисера The Pet Girl of Sakurasou, про те, що його персонажі були створені раніше команди, Шіотані заявив, що спочатку була створена команда, а потім вже персонажів. Як результат, персонажі були створені мангакою Акірою Амано, який збалансував темну атмосферу з їх звичайним станом. Співробітники уникали застосування яскравих кольорів. Прогресування Акане від невинного новачка до зрілої особи було також їх одним з основних завдань.
Мотохіро дозволив команді використовувати графічні елементи, які могли знизити жіночу аудиторію. Він визнав, що картина може бути занадто важка для молодої аудиторії й заявив, що не хоче, щоб його дитина після серіалу стала психологічно брутальна. Він додав, що не хоче робити серіал з великою кількістю насилля, але серії мають її містити. Про кількість насилля, Шіотані сказав Уробуті, «зроби стільки, щоб могли з нею впоратися». Деякі з жорстоких сцен відбуваються за кадром, але ті, що потрапили в кадр, мають бути незабутні. Команді двічі довелось переробляти сцени, оскільки канал поскаржився, що вони «пішли за борт».
Мотохіро хотів створити серіал, який би протистояв сучасним трендам в аніме. Він заборонив використання сленгу, що мало би зробити аніме схожим на драми Mobile Suit Gundam та Patlabor та сфокусувати глядача на конфлікті між чоловічими персонажами. Ще одна із дій — команда вирішила уникати знімання одягу з головної героїні Акане, а зробили це з Когамі. Однак, це привернуло увагу жіночої глядацької аудиторії, оскільки конфлікт між двома чоловічими персонажами привернув увагу любителів яой. Хоча Шіотані вирішив зробити серіал без роману між двома чоловічими персонажами, він вважає, що бойові сцени між двома персонажами чоловічої статі мимоволі привертають шанувальниць. Команда вирішила сфокусувати серіал на дружбі, а не на романтичних стосунках.

### Впливи
Psycho-Pass був натхнений кількома західними фільмами, серед яких Секрети Лос-Анджелеса. Режисер Наойоші Шіотані також вказав інші картини, такі як Той, хто біжить по лезу, Гаттака, Особлива думка; останні мають доволі велику схожість з аніме. Психологічні теми збазувалися після того, як Шіотані подивився Lupin III. Суперництво головних героїв базується на різних драмах, які полюбляє команда. Інші голоси акторів були записані під час створення серіалу, бо таким способом вони додавали рис персонажам.

### Музика
Команда мала проблеми з написання опенінгу, але його надав Ling Tosite Sigure. Egoist, який написав ендінг, дебютував на Noitamina з Guilty Crown. Шіотані сказав Egoist записати три різних версії, щоб вони могли їх змінювати залежно від закінчення епізоду. Також для ендінгів використовувались інструментальні версії, оскільки їх було легше корегувати та для того, щоб не зменшувати кількість сцен в епізоді.
Два Psycho-Pass CD були включені в другий та п'ятий версія для домашнього перегляду серіалу. Офіційний саундтрек до Psycho Pass випустила Sony Music Entertainment 29 травня 2013 року. Він містив 25 треків, скомпонованих Канно Юґо. Двотомна CD-драма названа Namae no nai kaibutsu (яп. 名前のない怪物, літ. "Монстр без імені") базувалася на приквел-новелі та вийшла 25 вересня — 27 листопада 2013 року.

## Випуск
Спродюсований Production I.G. аніме-серіал транслювався в Японії на Fuji TV в програмному блоці Noitamina протягом від 12 жовтня 2012 року до 22 березня 2013 року. Toho розпочав продаж серіалу на DVD та Blu-ray форматах 21 грудня 2012 року і восьмий та фінальний том вийшли 26 липня 2013 року. Funimation ліцензувало серіал для Північної Америки, одночасно показуючи його на своєму сайті. Версія для домашнього перегляду був запланований на березень 2014 року. У Великій Британії серіал був ліцензований Manga Entertainment і в Австралії Madman Entertainment.
6 липня 2013 року президент Production I.G. Міцухіса Ісікава сказав на Anime Expo, що розпочалось створення другого сезону. Новий анімаційний фільм був анонсований 6 вересня 2013 року. Другий сезон, названий Psycho-Pass 2, почне транслюватися в жовтні 2014 року; фільм вийде в першому кварталі 2015 року. Перед дебютною трансляцією другого сезону, перший сезон  — у вигляді 11 одногодинних епізодів — почне транслюватися в липні 2014 року. Четвертий епізод буде скасовано через схожість з реальним вбивством. Режисер Наойоші Шіотані вибачився за це в своєму Твіттері. Однак, Funimation транслював цей епізод. Blu-ray box set заплановано випустити 15 жовтня 2014 року. Він буде містити обидві версії першого сезону (разом з 1-годинними версіями епізодів).

## Інше

### Манґа
Манґа-адаптація, ілюстрована Хікару Мійоші, отримала назву Інспектор Акане Цунеморі (яп. 監視官 常守朱, Kanshikan Tsunemori Akane), почала випускатися в журналі Jump Square з 2 листопада 2012 року. В листопаді 2013 року було анонсовано, що 380,000 копій манги були продані в Японії в трьох томах.
Інша манґа, названа Psycho-Pass: Інспектор Шінья Когамі (яп. 監視官 狡噛 慎也, Kanshikan Kōgami Shinya) була представлена в серпні в журналі Monthly Comic Blade видавництва Mag Garden 30 червня 2014 року. Нацуо Сай проілюстровав її, а сюжет написав Мідорі Готу та Production I.G.

### Новели
Новелізацію серіалу зробив Макото Фукамі, опубліковано Mag Garden у двох томах 4 лютого та 4 квітня 2013 року. Шіотані висловився, що новели більш жорстокі, ніж серіал. Приквел, названий Namae no Nai Kaibutsu (яп. 名前のない怪物, літ. "Монстр без імені") написав Аяя Такаба, який працював над телесеріалом. Перед випуском новела була опублікована на сторінці «Noitamina Novel» на офіційному вебсайті Noitamina. Новела вийшла 4 лютого 2013 року.

### Відеоігри
Інтерактивна візуальна новела під назвою Chimi Chara Psycho-Pass була включена в Blu-ray-диск видання аніме з можливістю грати на будь-якому Blu-ray-програвачеві. Відеогра базується на грі, створеній 5pb. для Xbox One. Вона містить оригінальний сюжет, написаний Уробуті, яка базується на пероді перших шести епізодів і фокусується на новому наборі героїв та ворогів з подіями на віддаленому острові.

## Критика
Серіал був добре сприйнятий у виді аніме, манги та інших видів медіа. Ребекка Сільверман з Anime News Network оцінила серіал за «високий рівень інтересу» в зображенні антиутопічного світу. Однак, вона сказала. що сцени насильства є настільки жахливими, що можуть відштовхнути глядачів. Річард Ейсенбейс з Kotaku назвав це «кіберпанк-містерією», вихваляючи суспільство та зображені вбивства Сьогу Макішіми. Однак, він піддав критиці використання передових технологій у порівнянні з іншими науково-фантастичними фільмами, оскільки причини імунітету Сьогу Макішіми так і не були з'ясовані. DVD Talk відзначило високий вплив Макішіми на всю історію та персонажів. Деякі епізоди були «філлерами», оскільки вони були використані для створення клімату.
Томас Зот з The Fandom Post похвалив фокус показу відносин між персонажами та їх розвиток. Він відзначив екшн-сцени між Когамі та Макішімою, та сцени відновлення статус-кво. Він висловився, що шістнадцятий епізод є «шедевром Уробуті.» Сільверман відмітила паралелізм між Акане та Когамі, що в кінці неоднозначного фіналу було сприйняте глядачами. Другорядні персонажі також отримали похвалу від DVD Talk, але рецензент відмітив невідкритість персонажа Шіона.
Потоковий показ серіалу Сільверман критикувала за низький рівень освітлення, через що можна мало що зрозуміти. Хіроко Ямамура з Japanator відмітив, що серіал «високобюджетний і має високу якість анімації».

### Проблематика
Як деякі критики відзначили, Psycho-Pass досліджує соціальні та психологічні проблеми, такі як вартість життя без стресів. Оскільки той, хто діє негативно сам, провокує негатив у невинних оточуючих, але системою Сивілла буде покараний як і той, хто є причиною, так і той, хто є жертвою. Це питання особливо видно в першому епізоді, в якому жінка є зґвалтована, внаслідок чого показник її стресу піднімається понад норму, внаслідок чого Когамі вже збирався її вбити, що зупиняє Акане. З рецензії Anime News Network, «Ми всі можем робити погані речі протягом часу — чи повинні ми бути покарані за те, чого ще не скоїли? Чи того, що ми жертви? Це все дійсно повертається до першого епізоду і реакції Акане щодо потерпілої внаслідок дій злочинця-насильника».
Емоційна репресія також розглядається у Psycho-Pass. Ідентифікація латентних злочинців частково заснована на понятті уникнення емоцій, наприклад вини, гніву або суму. Щоб не бути ідентифікованим як латентний злочинець, він має гарно приховувати свої емоції на вулиці, де його психо-паспорт може бути просканованим. Kotaku стверджує, «з цих сканувань, Psycho-Pass демонструє цікаве майбутнє, де духовна краса є така як фізична. Також робота поліції буде зменшена —оскільки вони не будуть виконувати ніякої детективної роботи, вони починають думати як злочинці та самі стають латентними злочинцями.» Багато раз головні герої відчувають ностальгію протягом серіалу. Вони захоплюються старою літературою, філософією, музикою та театром та мріють побудувати «ностальгічний будинок світу, в якому немає псих-паспортів».